# Grand mufti d'Arabie saoudite
Le grand moufti d'Arabie saoudite (en arabe : مفتي عام السعودية) est la plus haute autorité religieuse et judiciaire à être exercée par un homme en Arabie saoudite. Il est nommé par décret du roi d'Arabie saoudite et préside à la fois le Conseil des oulémas et le Comité permanent des recherches islamiques et de la délivrance des fatwas.

## Rôle
Le grand moufti est la plus haute autorité religieuse du pays. Son principal rôle est d'émettre des avis juridiques (fatawa) portant sur des questions de droit et sur les affaires sociales. Le système judiciaire saoudien est fortement influencé par les opinions du grand moufti.

## Historique
Le poste est établi en 1953 par un décret du roi Abdelaziz, qui nomme par la même occasion son premier titulaire : Mohammed ben Ibrahim Ali Al ach-Cheikh, arrière-arrière-arrière-petit-fils de Mohammed ben Abdelwahhab, fondateur du wahhabisme. Depuis, la fonction est traditionnellement dévolue à un membre des Al ach-Cheikh, la lignée regroupant les descendants de Mohammed ben Abdelwahhab, la seule exception à cela étant Ibn Baz, grand moufti de 1993 à 1999.
À la mort de Mohammed ben Ibrahim Ali Al ach-Cheikh en 1969, le roi Fayçal décide de ne nommer de grand moufti pour lui succéder, abolissant de facto le poste, dont une partie des prérogatives sont reprises par un ministère de la Justice (en) institué l'année suivante. Dans un premier temps, les Ahl ach-Cheikh sont tenus éloignés de la direction de ce dernier mais après l'assassinat de Fayçal en 1975, son demi-frère et successeur Khaled consent à nommer un de leurs représentants ministre de la Justice en la personne d'Ibrahim ben Mohammed, fils du défunt grand moufti.
En juillet 1993, le roi Fahd restore l'office de grand moufti et y installe Ibn Baz, probablement pour le remercier de son soutien au stationnement de troupes américaines dans le pays à l'époque de la guerre du Golfe,. Depuis la mort d'Ibn Baz en 1999, le poste de grand moufti d'Arabie saoudite est occupé par son ancien adjoint Abdelaziz ben Abdallah Al ach-Cheikh.

## Liste des titulaires
- 1953-1969 : Mohammed ben Ibrahim Ali Al ach-Cheikh
- 1969-1993 : Poste vacant
- 1993-1999 : Abd al-Aziz ibn Baz
- Depuis 1999 : Abdelaziz ben Abdallah Al ach-Cheikh